# Jean-Jacques Schilt
Pour les articles homonymes, voir Schilt.
Ne doit pas être confondu avec Jean Jacques Schilt.
Jean-Jacques Schilt, né le 23 juin 1943 à Lausanne, est une personnalité politique suisse membre du Parti socialiste suisse. Il est syndic de Lausanne de 1998 à 2001.

## Biographie
Licencié ès lettres de l'Université de Lausanne, Jean-Jacques Schilt enseigne au Collège de l'Élysée de 1968 à 1985. Il adhère au Parti socialiste en 1972. Il est élu conseiller communal de la ville de Lausanne de 1978 à 1985, puis municipal de 1986 à 2006, avec la charge de syndic de 1998 à 2001. En 2001, il est réélu à l'exécutif de justesse et cède la syndicature à l'écologiste Daniel Brélaz. Il ne se représente pas pour un nouveau mandat lors des élections communales de 2006.